# نامی میازاکی
نامی میازاکی (ژاپنی: 宮崎奈美؛ زادهٔ ۱۳ آوریل ۱۹۷۶) بازیکن هاکی روی چمن اهل ژاپن بود.